# (3664) Anneres
(3664) Anneres (4260 P-L) – planetoida z pasa głównego asteroid okrążająca Słońce w ciągu 4,68 lat w średniej odległości 2,79 au Odkryta 24 września 1960 roku.